# 일본의 지하철

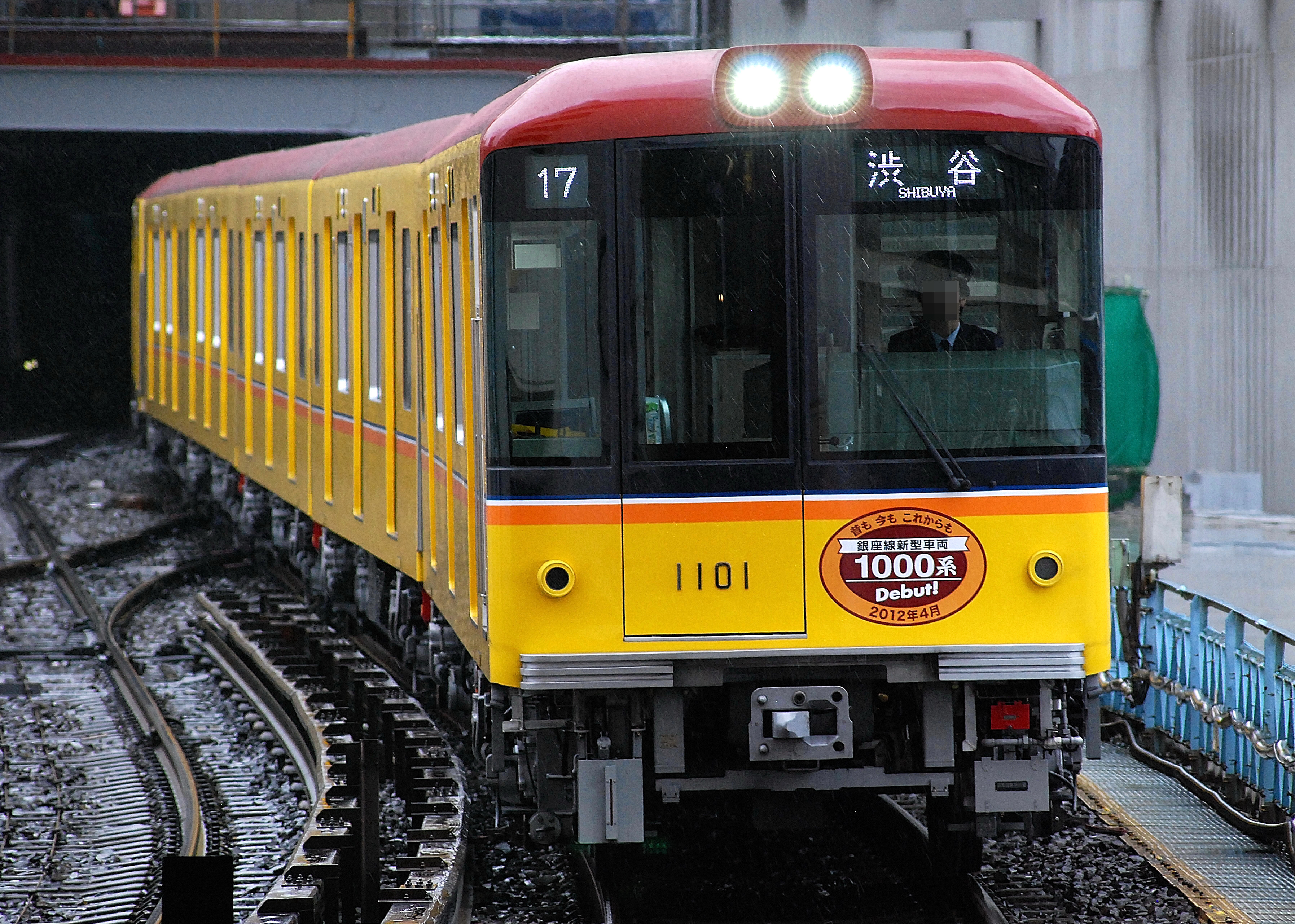
도쿄지하철 긴자선

일본의 지하철은 도쿄도, 오사카시, 나고야시, 요코하마시, 삿포로시, 교토시, 고베시, 후쿠오카시, 센다이시 등 여러 도시에 있으며, 공영과 민영, 준민영(제3섹터)이 존재한다.
아시아에서 처음으로 지하철을 도입한 나라이며, 1927년에 도쿄 지하철도(도쿄메트로 긴자선)가 개업했다.
시내 교통의 중심적인 역할을 맡고 있는 경우가 많으며, 통근, 관광 등 다양한 목적에 널리 이용되고 있다. 도쿄도와 오사카시는 지상 철도와 함께 시내의 이동 수단으로 많이 이용되고 있다.

## 개요
도쿄 지하철과 도에이 지하철을 합한 하루 수송 인원은 오사카 메트로의 몇 배이며, 다른 대도시와 비교해 압도적인 점유율을 가지고 있다.
수도권(도쿄), 주쿄권(나고야), 킨키권(오사카)의 3대 도시권에 있어서는 서비스면에서는 JR등의 지상선과 크게 다르지 않지만, 지하를 지나 용지 수용이 곤란한 지구까지 파고든 노선망을 쌓아 올리고 있다.
특히 도쿄도구부와 오사카시, 나고야시에 있어서는 도심의 주요한 이동 수단으로서 지상의 사철, 재래선, 자동차, 버스, 택시 등을 능가할 정도의 지위에 있다. 한편, 지방권의 삿포로, 후쿠오카, 센다이(지방 중추 도시)에서는, 지상의 재래선을 넘을 정도의 운행 빈도에 의해서 도시내 교통의 중심적 존재가 되고 있다.
강수량이 많고 대도시가 충적평야를 중심으로 발달하는 일본에서 지하철을 건설하기 위해서는 지하수가 풍부한 연약지반을 파고들어 다발하는 지진에도 견딜 수 있는 강도를 가진 지하터널이나 지하역을 건설할 필요가 있다. 따라서 고도의 토목기술이 필요하며, 또한 건설비도 상당한 고액이 된다.

## 특징

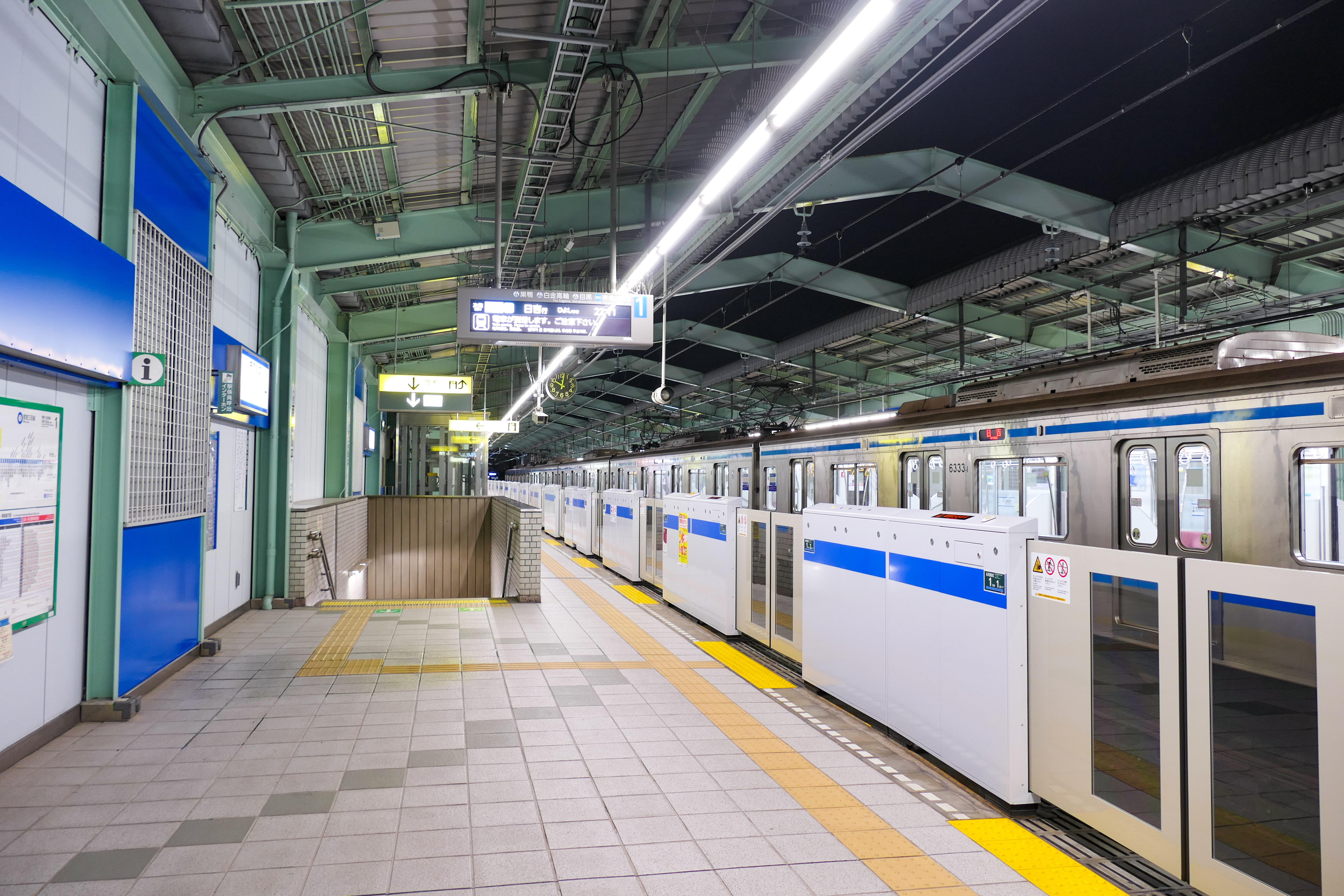
도에이 지하철 미타선 니시타카시마다이라역

도쿄는 직결 운행 시스템이 발달해 있어 13개 지하철 노선 중 특수한 규격의 긴자선, 마루노우치선, 오에도선 이외는 모두 사철이나 JR의 교외 노선과 직결 운행을 하고 있다.
일본에서는 이러한 운행 형태를 직통 운전이라고 부르는 것이 일반적이다. 노선의 양 끝에서 상호 직결 운행이 이루어지는 예도 많아 후쿠토신선은 도쿄 메트로를 포함해 6개 사업자의 노선이 직결 운행하고 있다.
이용객의 입장에서는 접속역에서 갈아타지 않고 승차역으로부터 목적역까지 빠르게 왕래할 수 있는 장점이 있지만, 지연이 발생하면 영향이 광범위하게 파급되는 결점도 있다.
일본에서는 대도시에서도 지하철역보다 지상역이 훨씬 많고 오래된 역은 승강장 보강공사 등이 필요하기 때문에 지상역은 스크린도어의 설치율이 40%미만에 머무르고 있지만, 지하철역은 구조상 설치가 용이하므로 도에이 지하철, 요코하마 시영 지하철, 후쿠오카시 지하철은 100%, 도쿄 메트로는 95% 등 대부분의 지하철역에 스크린도어가 설치되어 있다.
오사카 메트로는 134역 중 다니마치선의 일부 역을 제외한 모든 역에 설치되어 있다. 도쿄 메트로, 오사카 메트로는 2026년 3월까지 모든 역에 설치가 완료될 예정이다. 스크린도어 설치를 가속화하기 위해 나라와 지방자치단체가 보조금을 내놓고 있다.
Suica, PASMO, ICOCA 등 교통카드가 사용 가능하다. 또, 교통카드는 애플페이(해외판도 사용가능)와 구글페이(일본판의 대응 기종만)에 대응하고 있으므로, 스마트폰의 모바일 결제로 개찰 통과가 가능하다. 각각 대응하고 있는 신용카드가 필요하다. 특히 해외 신용카드는 모두 사용할 수 있는 것이 아니므로 주의가 필요하다.
2022년 5월 31일 후쿠오카시 지하철이 일본 지하철 최초로 비자, 마스터카드 등 신용카드 터치 결제로 승차할 수 있는 자동개집표기를 도입했다. 이후 신용카드 터치를 도입하는 지하철이 늘고 있다.

### 민영화

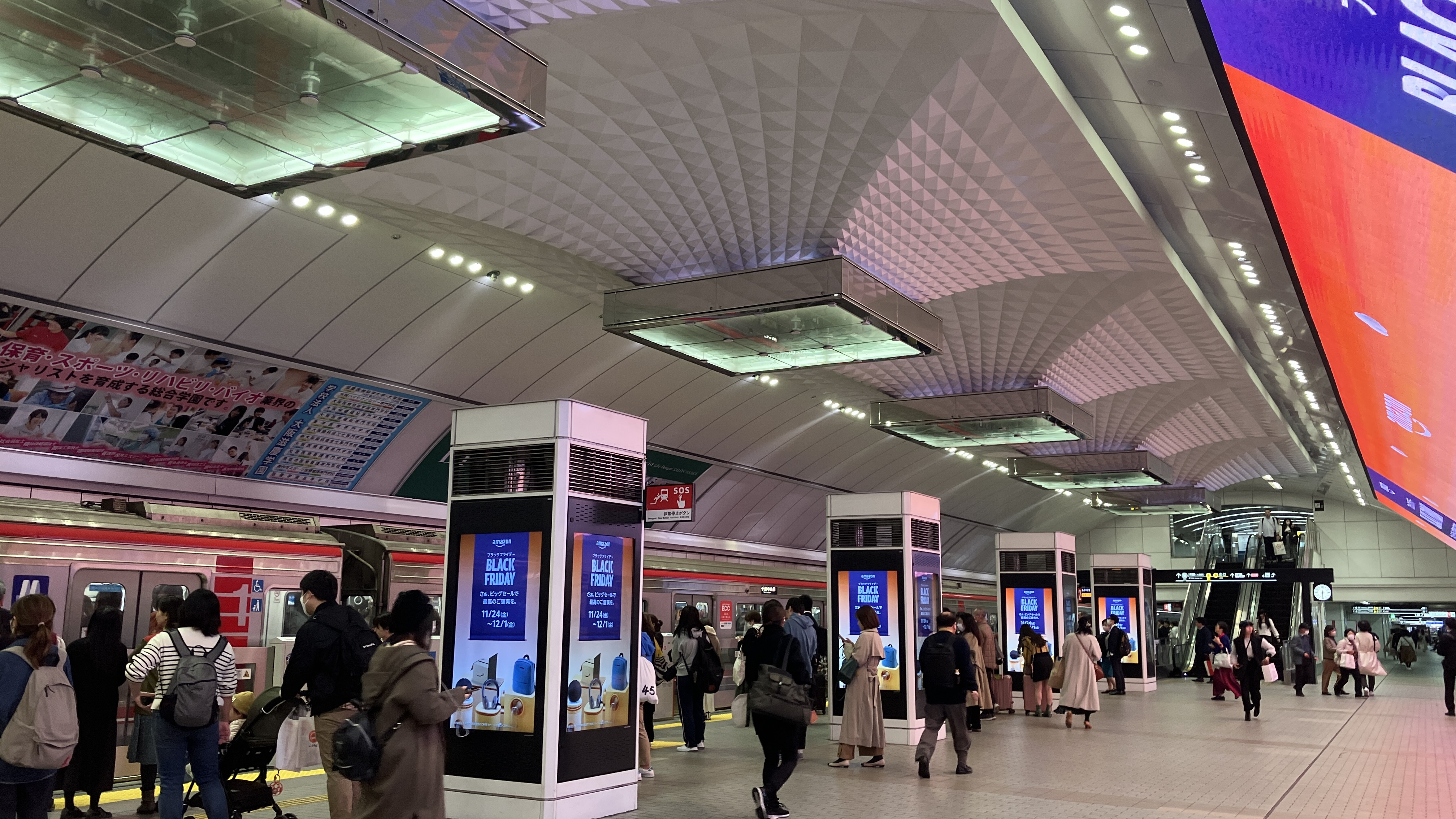
오사카 메트로 우메다역

도쿄 지하철의 전신인 제도고속도교통영단(영단지하철)은 1980년대 재정문제가 심각해지면서 2004년 민영화됐지만 당초 일본 정부와 도쿄도가 100% 주식을 보유하고 있어 완전한 민영화라고는 할 수 없었지만 2024년 10월 23일, 도쿄증권거래소에 주식을 상장하면서 일본 정부와 도쿄도가 보유한 주식 중 총 50%를 팔아 시가총액이 1조엔을 넘어섰다.
민영화에 의해 제약이 없어지고, 보다 자유롭게 경영전략을 입안해, 경비 삭감, 사업의 효율화나 서비스의 향상이 기대된다. 2030년대 중반에 나머지 주식을 모두 매각해 완전 민영화를 목표로 하고 있다.
오사카시 교통국(오사카 시영 지하철)은 2018년 4월 1일, 공영 지하철로서는 일본에서 처음으로 민영화되어 오사카시 고속 전기궤도(오사카 메트로)가 탄생했다. 다만, 현재는 오사카시가 100% 출자하고 있기 때문에 완전한 민영화는 아니다. 장래는 주식 상장을 목표로 하고 있다.

## 노선
| 이름                   | 사업자                     | 현재 노선수 | 미개통 노선수 | 총 노선 거리(km) | 미개통 거리 | 역 수 | 미개통 역 수 | 비고                                                                                               |
| ---------------------- | -------------------------- | ----------- | ------------- | ---------------- | ----------- | ----- | ------------ | -------------------------------------------------------------------------------------------------- |
| 삿포로 시영 지하철     | 삿포로시 교통국            | 3           |               | 48.0             |             | 46    |              | |
| 센다이 시 지하철       | 센다이시 교통국            | 2           |               | 28.7             |             | 29    |              | |
| 도에이 지하철          | 도쿄도 교통국              | 4           |               | 109.0            |             | 98    |              | 이 중 미타선의 시로카네타카나와~메구로 사이 2.3 km는 제2종 철도 사업자                             |
| 가와사키 종관 고속철도 | 가와사키시 교통국 (계획중) |             | 1             |                  | 16.7        |       | 11           | 2005년도 재검토안에 의한 제1기 정비구간의 것이다.                                                  |
| 요코하마 시영 지하철   | 요코하마시 교통국          | 3           |               | 53.5             |             | 40    |              | 1·3호선은 한 노선처럼 운행하고 있으므로 실질적인 노선수는 2개이다.                                 |
| 나고야 시영 지하철     | 나고야시 교통국            | 6           |               | 89.1             | 4.1         | 83    | 4            | 이 중 카미이다선 (0.8 km)은 제2종 철도 사업자 미개통 부분 자료는 사쿠라도리 선 연장 착공 부분이다. |
| 교토 시영 지하철       | 교토시 교통국              | 2           |               | 31.2             |             | 31    |              | |
| 고베 시영 지하철       | 고베시 교통국              | 4           |               | 30.6             |             | 25    |              | 서고베 연신·서고베·야마노테선은 한 노선처럼 운행하고 있으므로 실질적인 노선수는 2개이다.           |
| 후쿠오카 시 지하철     | 후쿠오카시 교통국          | 3           |               | 29.8             |             | 35    |              | |

| 이름                 | 사업자                 | 노선수 | 미개통 노선수 | 총 노선 거리(km) | 미개통 거리 | 역 수 | 미개통 역 수 | 비고                                                           |
| -------------------- | ---------------------- | ------ | ------------- | ---------------- | ----------- | ----- | ------------ | -------------------------------------------------------------- |
| 도쿄 지하철          | 도쿄 메트로            | 9      |               | 195.1            |             | 141   |              | 후쿠토신 선-유라쿠초 선 공용 구간은 중복 계산하지 않음.        |
| 사이타마 고속 철도선 | 사이타마 고속 철도     | 1      |               | 14.6             |             | 8     |              |                                                                |
| 린카이 선            | 도쿄 임해 고속 철도    | 1      |               | 12.2             |             | 8     |              |                                                                |
| 미나토미라이21 선    | 요코하마 고속 철도     | 1      |               | 4.1              |             | 6     |              |                                                                |
| 오사카 메트로        | 오사카시 고속 전기궤도 | 9      |               | 137.8            |             | 100   |              | 난코 포트타운선 포함.                                          |
| 고베 고속 철도       | 고베 고속 철도         | 2      |               | 7.6              |             | 10    |              |                                                                |
| 아스트람 선          | 히로시마 고속 교통     | 1      |               | 0.3              |             | 2     |              | 지하철로 취급하는 구간인 혼도리 ~ 현청앞 구간에 대한 자료이다. |

## 구조

### 지하철역

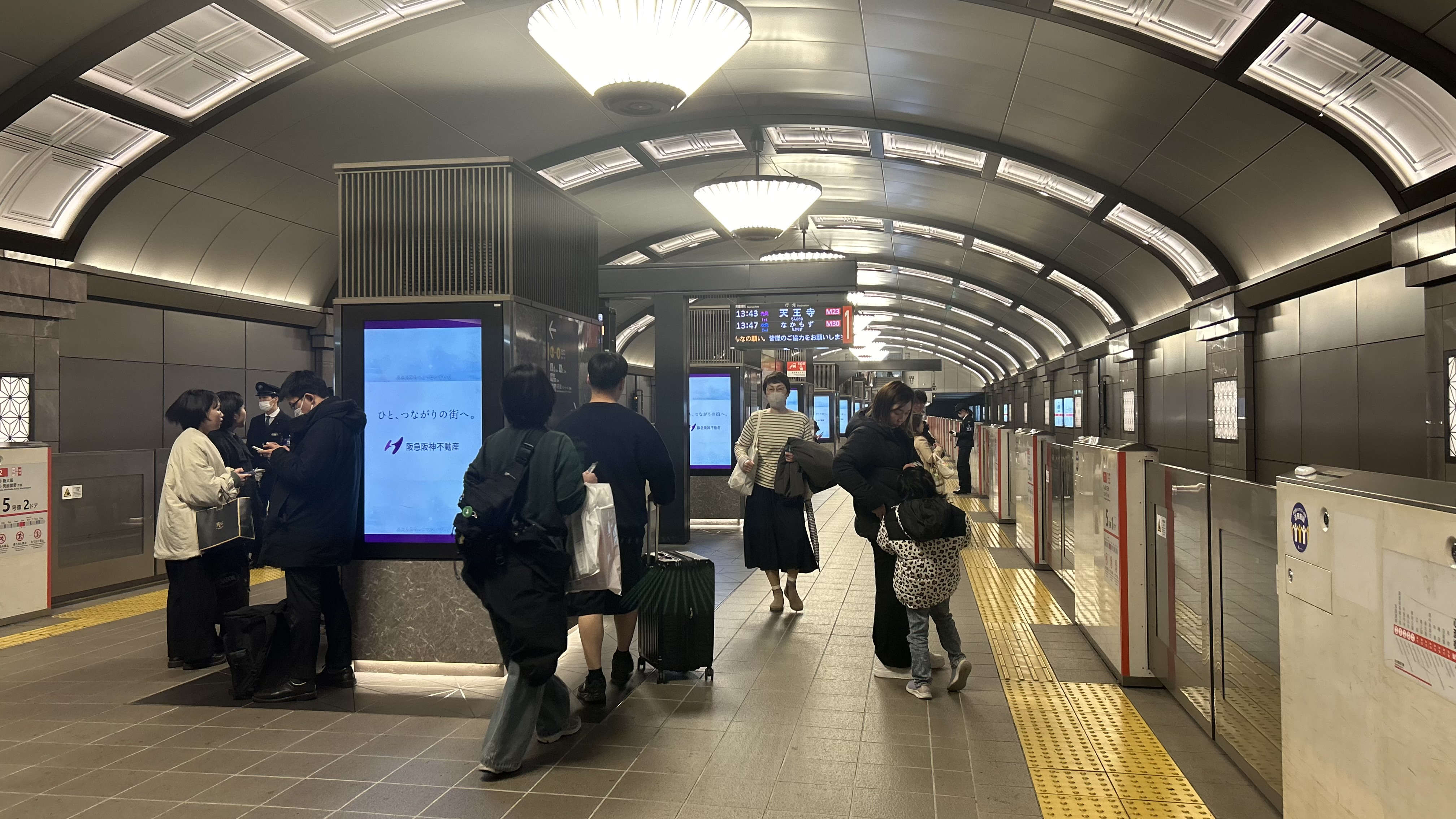
오사카메트로 미도스지선 신사이바시역

일본 지하철역의 재해대책은 세계적으로도 매우 활발하다. 그 배경에는 1995년에 일어난 지하철 사린 사건이 관계하고 있다.
도쿄도 스미다구, 고토구, 에도가와구 등 해발이 마이너스인 이른바 제로미터 지대를 주행하는 도쿄 메트로 도자이선이나 도에이 지하철 신주쿠선 등에 방수문이 설치되어 있다.
또, 현저하게 이용객이 많은 역에서는 섬식 승강장을 방향별로 어긋나게 해 이용자의 혼잡을 억제하는 곳이나(나고야 시영 지하철 히가시야마선 나고야역), 새롭게 승강장을 만들어 방면별로 분리하는(도쿄 메트로 긴자선 신바시역) 대책이 취해지고 있다.

### 집전 방식
세계적인 지하철에서 주류인 제3궤조 방식은 일본에서는 삿포로 시영 지하철 난보쿠선, 도쿄 메트로의 긴자선과 마루노우치선, 요코하마 시영 지하철 블루 라인, 나고야 시영 지하철의 히가시야마선, 메이조선, 메이코선, 오사카 메트로의 미도스지선, 다니마치선, 요츠바시선, 주오선 그리고 센니치마에선에서 채용되고 있으며 이 이외의 노선은 강체가선 또는 카테너리식에 의한 가공전차선 방식을 채용하고 있다.
이는 일본에서는 교외 노선과의 상호 직통운전을 전제로 하여 건설되는 노선이 많기 때문에 기존 노선과 규격을 맞출 필요가 있는 것에 의한다. 반대로 오사카 메트로 미도스지선과 상호 직통하는 기타오사카 급행 전철, 주오선과 상호 직통하는 긴테쓰 게이한나선은 신규로 제3궤조 방식으로 건설된 교외 노선이다.

### 차량
차량은 오래된 노선(특히 다른 회사와 직결운행을 전제로 만들어진 노선)에서는 지상의 철도와 같은 대형 차량을 사용하는 것이 일반적이었지만, 2000년대 이후는 미니 지하철의 도입이 증가했다.

#### 미니 지하철

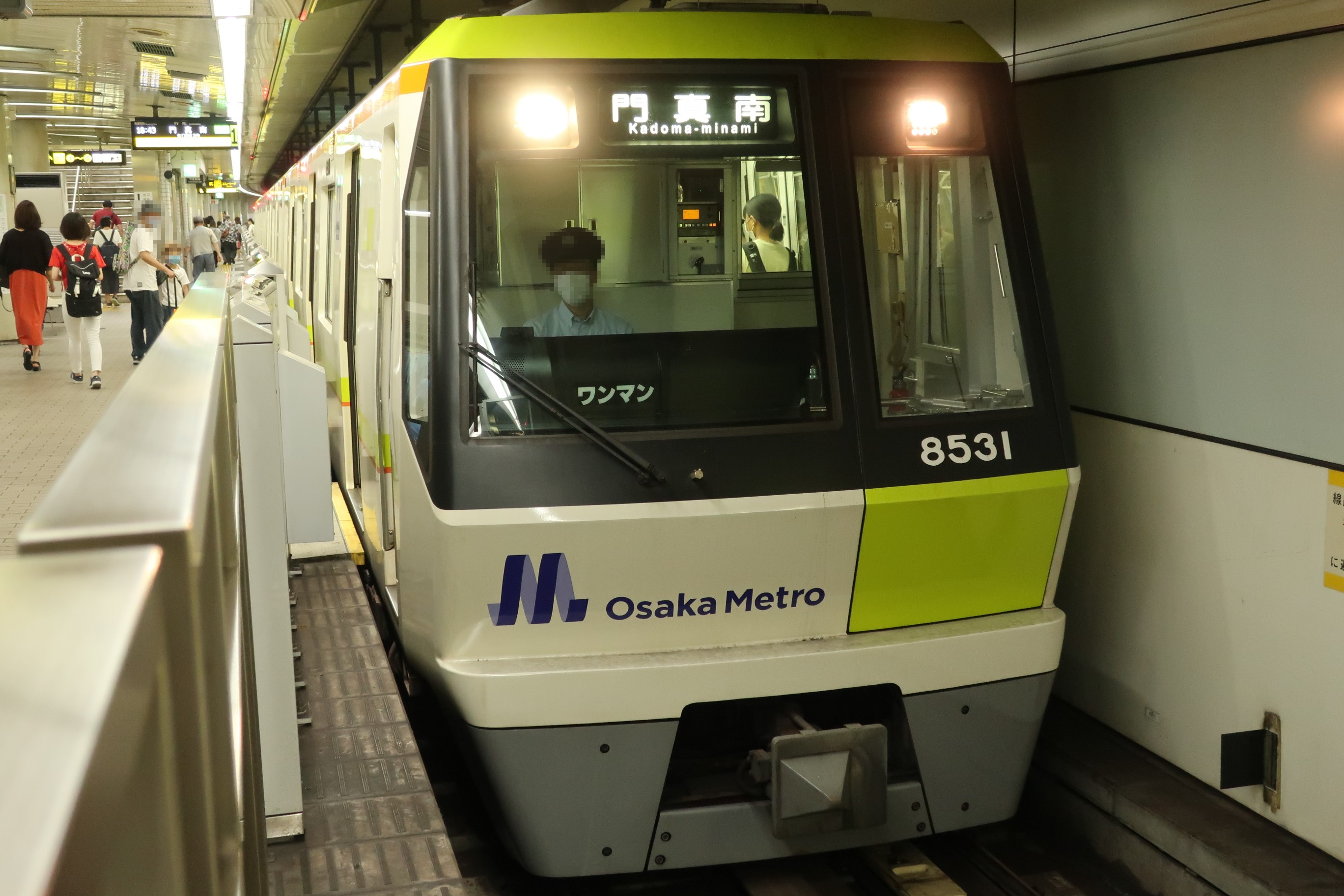
일본 최초의 미니 지하철인 나가호리쓰루미료쿠치선

일반적인 지하철 차량보다 소형의 차량과 소단면 터널을 채용함으로써 건설비를 억제하고 도시의 교통문제를 해결하기 위해 개발된 일본 독자적인 지하철 규격으로, 일반적인 지하철과 같이 대량 인원 수송을 담당하는 시스템과 모노레일이나 버스와 같은 소량 인원 수송을 담당하는 시스템의 중간 부분을 담당하는 중형철도수송시스템의 일종이다.
리니어 모터를 탑재함으로써 급구배나 급곡선을 주행할 수 있는 장점이 있다. 소단면 터널, 소형 차량을 채용하는 지하철 중, 리니어 모터를 탑재하고 있는 경우는 리니어 메트로, 리니어 지하철이라고 불리고 있다.
두 차례의 오일쇼크를 거쳐 일본의 지하철 건설비는 광란물가로 불린 인플레이션도 있어 50-80억엔/km(1975년경)에서 약 200억엔/km(1980년경)로 상승했고, 다시 300-400억엔/km(1980년대 말)가 되려 했기 때문에 가성비가 악화되었다.
그러나 러시아워 때 정원을 초과하여 만원 전철에 승차시키는 푸시맨이 등장할 정도로 도시 교통 수요는 증가하고 있었으며, 또한 모터리제이션에 의한 교통 전쟁이나 대기오염 등 도시문제 해결에 지하철은 필요한 교통 수단이었다.
그 때문에 1976년에 소단면 지하철에 리니어 모터 탑재 전철을 주행시키는 구상이 제언되어, 1980년대에 일본 철도 기술 협회, 일본 지하철 협회에 의해서 실용화를 향한 본격적인 대처가 이루어져, 1990년 개업의 오사카 시영 지하철 쓰루미료쿠치선(현·나가호리쓰루미료쿠치선)에서 처음으로 실용화되었다.
일반적인 지하철이나 철도는 그 무거운 차량을 구동하기 위한 모터도 상당한 중량이 있지만, 리니어 지하철은 차량에 무거운 모터를 탑재하지 않아도 되므로 차중이 가벼워지고, 그 결과 높은 성능을 얻을 수 있다. 즉, 등판 능력이 80 ‰까지 가능하다. 실제 노선에서 허용되는 최급경사는 60‰까지지만 일반적인 지하철이나 철도로 계획되는 35‰를 크게 웃돌 수 있다.
예를 들면, 센다이시 지하철 도자이선에서는, 야기야마도부쓰코엔역이 꽤 높은 장소에 있는 지하철역(해발 136.4m)에서, 도중의 아오바산을 오르는 터널 구간에는 최급구배 57‰가 있다. 또한, 약 50m (R50) 의 급곡선에서도 주행 가능하다고 여겨진다. 실제 노선에서는 최소 곡선 반경이 대략 100m(R100)로 되어 있다고는 하지만 일반 지하철이나 철도에서 허가된다 160m(R160)와 비교해 급곡선에도 대응할 수 있다는 특징도 있다.
| 명칭                 | 노선                   | 개업   |
| -------------------- | ---------------------- | ------ |
| 센다이시 지하철      | 도자이선               | 2015년 |
| 도에이 지하철        | 오에도선               | 1991년 |
| 요코하마 시영 지하철 | 그린 라인              | 2008년 |
| 오사카 메트로        | 나가호리쓰루미료쿠치선 | 1990년 |
| 오사카 메트로        | 이마자토스지선         | 2006년 |
| 고베 시영 지하철     | 가이간선               | 2001년 |
| 후쿠오카시 지하철    | 나나쿠마선             | 2005년 |

## 일본 지하철의 경영상황
지하철은 건설비가 비싸기 때문에 새로 건설된 노선은 건설비 상각 부담이 커진다.
한편, 도시 경영의 관점에서 일등지를 지나는 우량 노선으로부터 건설된 측면도 있고 오래된 노선일수록 이용객이 많은 경로를 지나고 있는 데다가 인플레이션이 진행되기 전의 건설비가 싼 시기에 건설되어 상각비 부담이 가볍기 때문에 긴자선, 마루노우치선, 미도스지선, 히가시야마선 등 역사가 있는 노선은 모두 흑자 경영이다. 
그래서 옛날부터 운행중으로 상각 부담이 적고 이용자가 많은 우량 노선을 다수 있어 신선 건설이 비교적 적은 도쿄 지하철은 흑자 경영이 되고 있다.
| 명칭                 | 회계연도 | 영업수익          | 순손익          | 누적 결손금       |
| -------------------- | -------- | ----------------- | --------------- | ----------------- |
| 삿포로 시영 지하철   | 2024.3   | 413억 4,500만엔   | 100억 8,600만엔 | 1925억 1,700만엔  |
| 센다이시 지하철      | 2024.3   | 168억 6,600만엔   | ▲7억5300만엔    | 981억 4,000만엔   |
| 도에이 지하철        | 2024.3   | 1,399억 7,500만엔 | 180억 1,400만엔 | 1,971억 6,100만엔 |
| 요코하마 시영 지하철 | 2024.3   | 386억 3,600만엔   | 41억 2,700만엔  | 1,402억 3,000만엔 |
| 나고야 시영 지하철   | 2024.3   | 853억엔           | 110억엔         | 1,970억엔         |
| 교토 시영 지하철     | 2024.3   | 275억 2,500만엔   | 22억 5,100만엔  | 3,101억 9,300만엔 |
| 고베 시영 지하철     | 2024.3   | 203억 1,200만엔   | ▲15억 1,800만엔 | 854억 600만엔     |
| 후쿠오카시 지하철    | 2024.3   | 337억 3,000만엔   | 85억 3,300만엔  | 1,003억 5,800만엔 |

| 사업자            | 회계연도 | 영업수익          | 순손익          | 이익 잉여금       |
| ----------------- | -------- | ----------------- | --------------- | ----------------- |
| 도쿄 지하철       | 2025.3   | 4,078억 3,200만엔 | 537억 4,800만엔 | 5,797억 7,700만엔 |
| 사이타마 고속철도 | 2025.3   | 99억 3,500만엔    | 22억 6,400만엔  | 242억 8,000만엔   |
| 요코하마 고속철도 | 2024.3   | 129억 1,800만엔   | 11억 700만엔    | ▲148억 5,400만엔  |
| 오사카 메트로     | 2025.3   | 2,029억엔         | 293억엔         | 787억 5,200만엔   |

▲=적자